# Skogsnycklar
Skogsnycklar (Dactylorhiza fuchsii) är en orkidéart, eller underart som först beskrevs av George Claridge Druce, och fick sitt nu gällande namn av Károly Rezsö Soó von Bere.
Skogsnycklar ingår som underart till Fläcknycklar i Handnyckelsläktet som ingår i familjen orkidéer. Enligt den finländska rödlistan är arten nära hotad i Finland. Artens livsmiljö är rikkärr.

## Underarter
Arten delas in i följande underarter:
- D. f. carpatica
- D. f. fuchsii
- D. f. hebridensis
- D. f. okellyi
- D. f. psychrophila
- D. f. sooana

## Bildgalleri

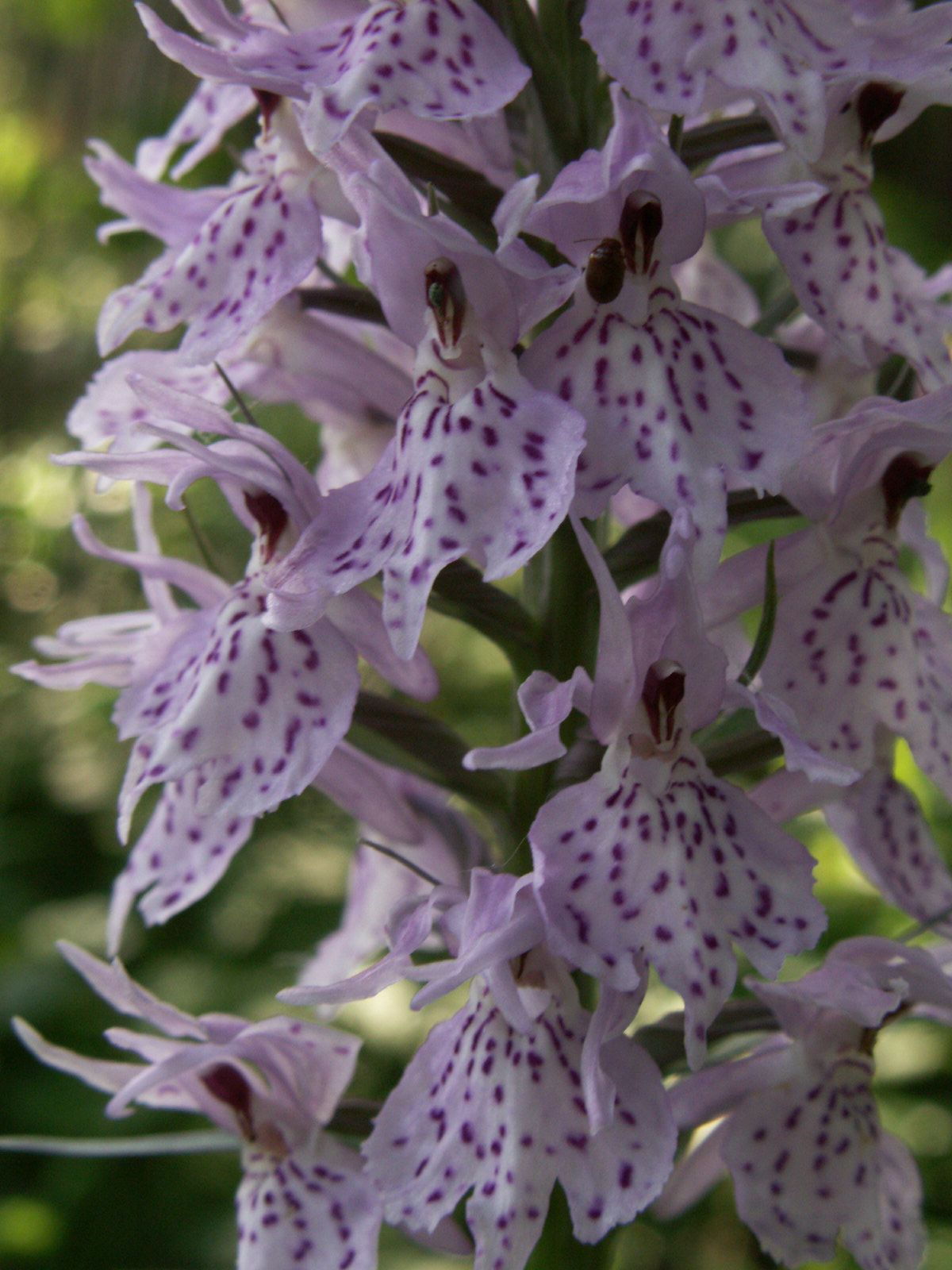
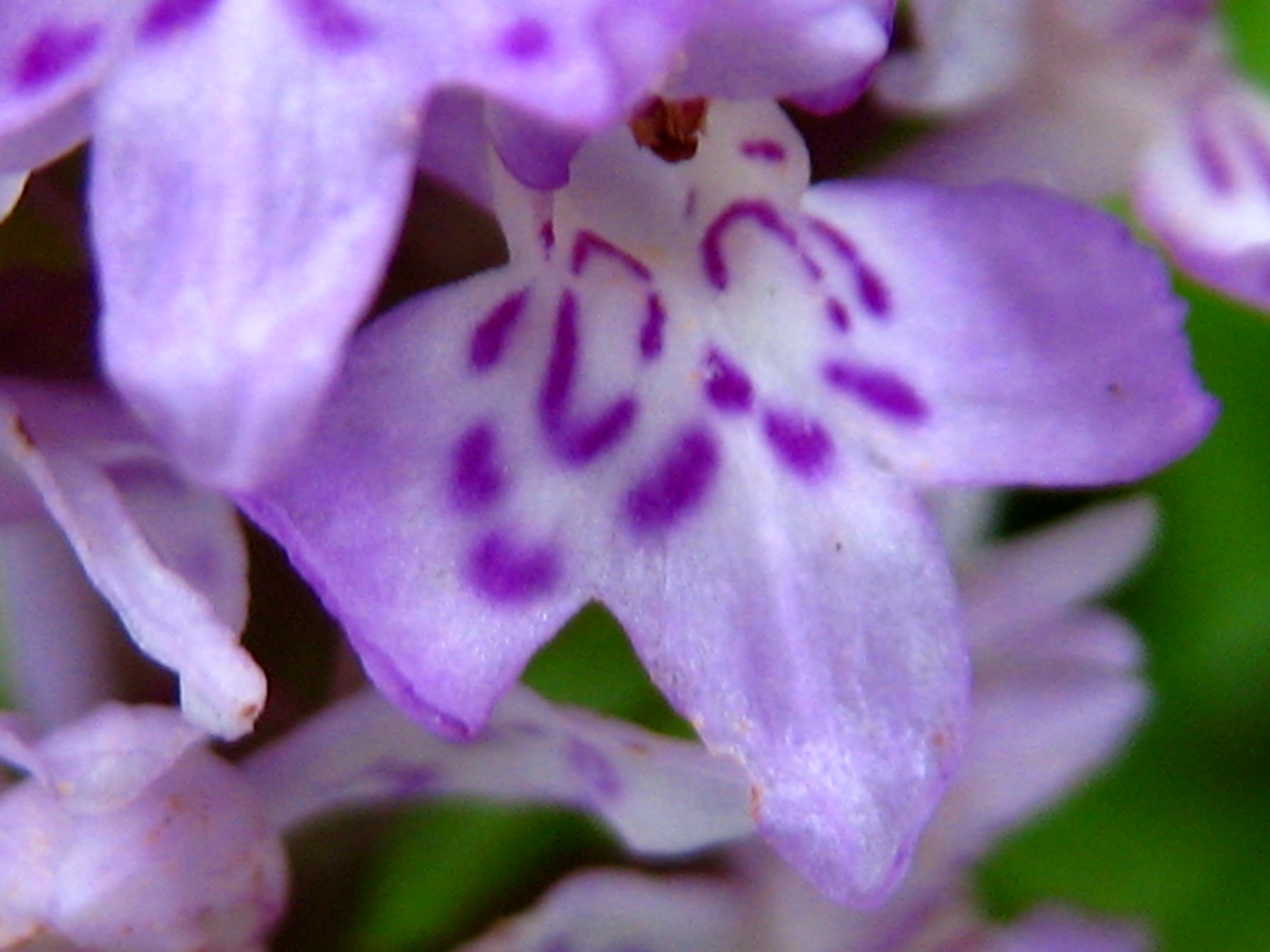
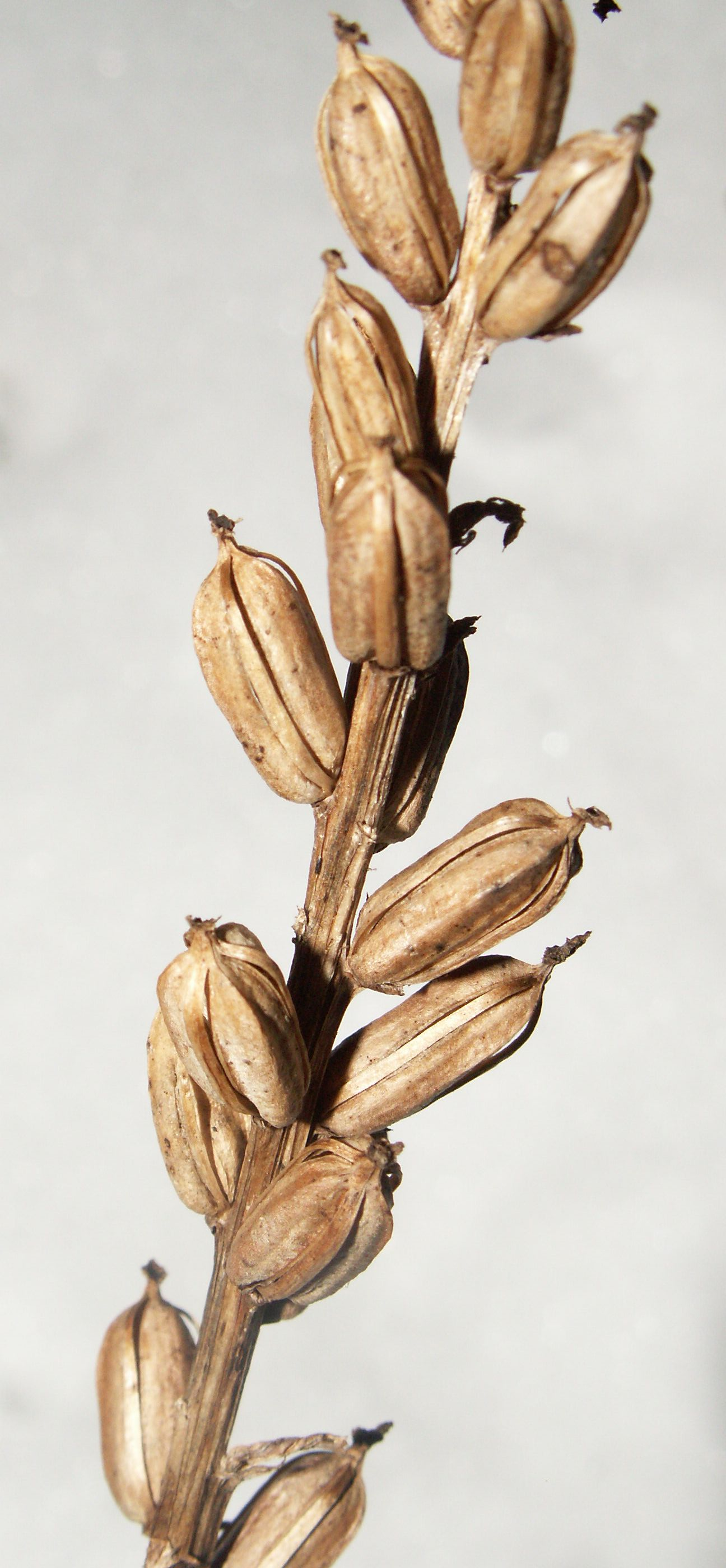
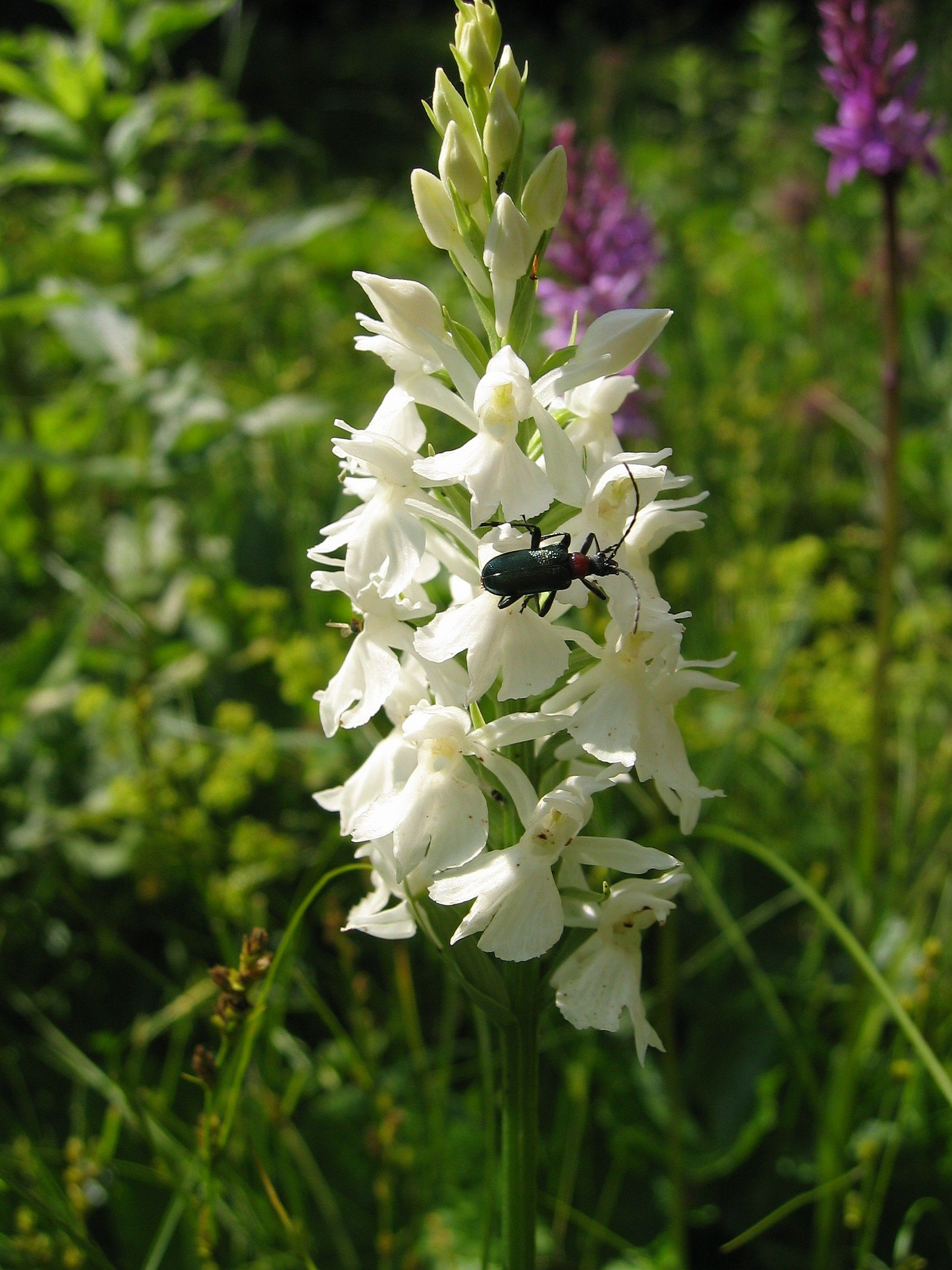
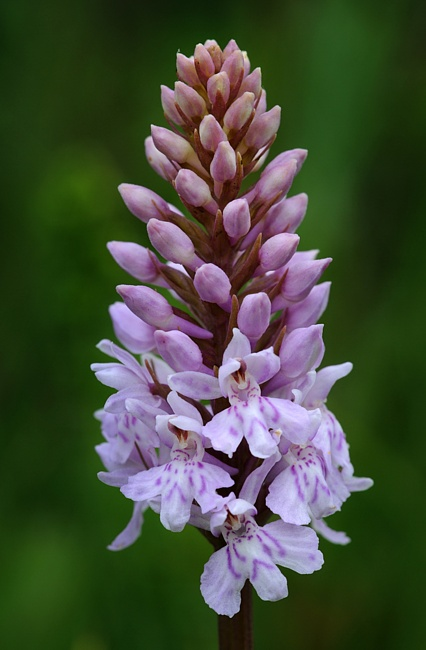
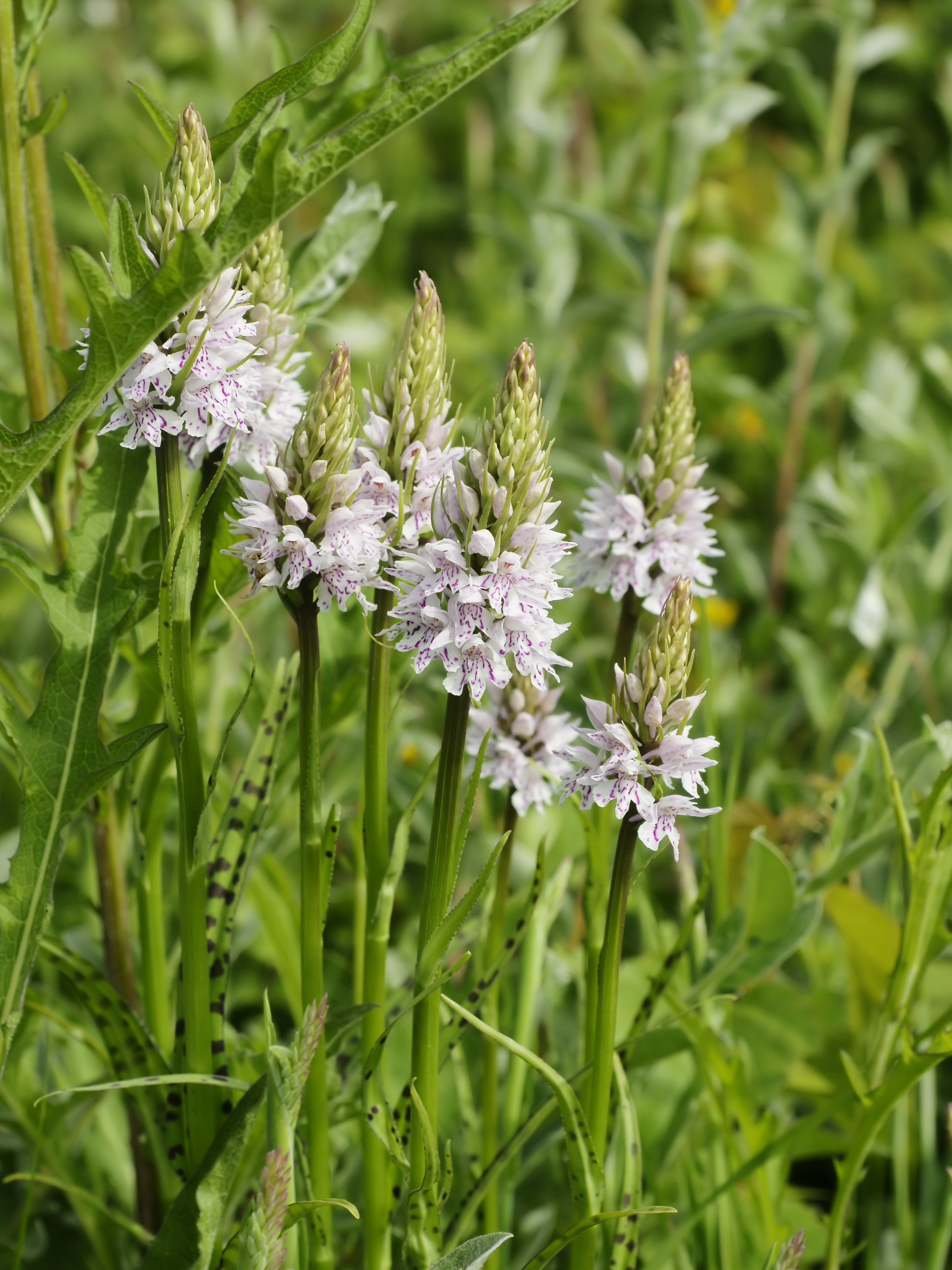